# Рассел Рулау
Рассел Альфонс Рулау (21 вересня 1926 — 12 листопада 2012 року) — американський нумізмат. 
Колекціонував монети протягом понад 60 років. Спочатку як випадковий колекціонер, Рулау зробив внесок у нумізматику як письменник, редактор і організатор клубу. Заснував премію «Монета року», яка присуджує щорічно видання Краузе «Новини світу монет». Також Рулау ввів термін Екзонумія в 1960 році.

## Літературна кар'єра
Працюючи на «Амос прес», Рулау редагував такі видання, як «Світ монет» та «Нумізматичні Записки». Також він був відповідальним за створення журналу «Монети світу».
Пізніше він працював на видавництві Краузе, і сприяв редагуванню «Новин світу монет» і «Репортеру банкнот». Він також написав кілька нумізматичних книг, зокрема, «Як замовити іноземні монети», «Сучасний світ грошових знаків», «Грошові знаки світу», «Жетони складних часів», «Ранні американські жетони», «Купецькі жетони США 1845—1860», «Жетони США 1866—1889», «Жетони Латинської Америки» тощо. Протягом багатьох років він також працював північноамериканським представником Монетного двору Побджой, що знаходиться в англійському містечку Тадворт.

## Нумізматичні відзнаки
Окрім Американської Нумізматичної Асоціації, Рулау був членом інших нумізматичних груп. Зокрема, Американського Нумізматичного Товариства, Королівського Нумізматичного Товариства і Королівської канадської Нумізматичної Асоціації. Він був лауреатом з нумізматики премії Клемі, заснованої Літературною Гільдією, а також мав кілька нагород від Американської Нумізматичної Асоціації. Зокрема, меморіальну премію Гленна Смедлі, премію і медаль «За заслуги».